# Johannes Lingelbach
Johannes Lingelbach fue un pintor alemán nacido en 1622 en Fráncfort del Meno y muerto en 1674 en Ámsterdam. Fue un pintor que perteneció a la Edad de Oro holandesa, asociado con la segunda generación de los bambochantes, un grupo de pintores de género que trabajaron en Roma entre 1625 y 1700.

## Biografía

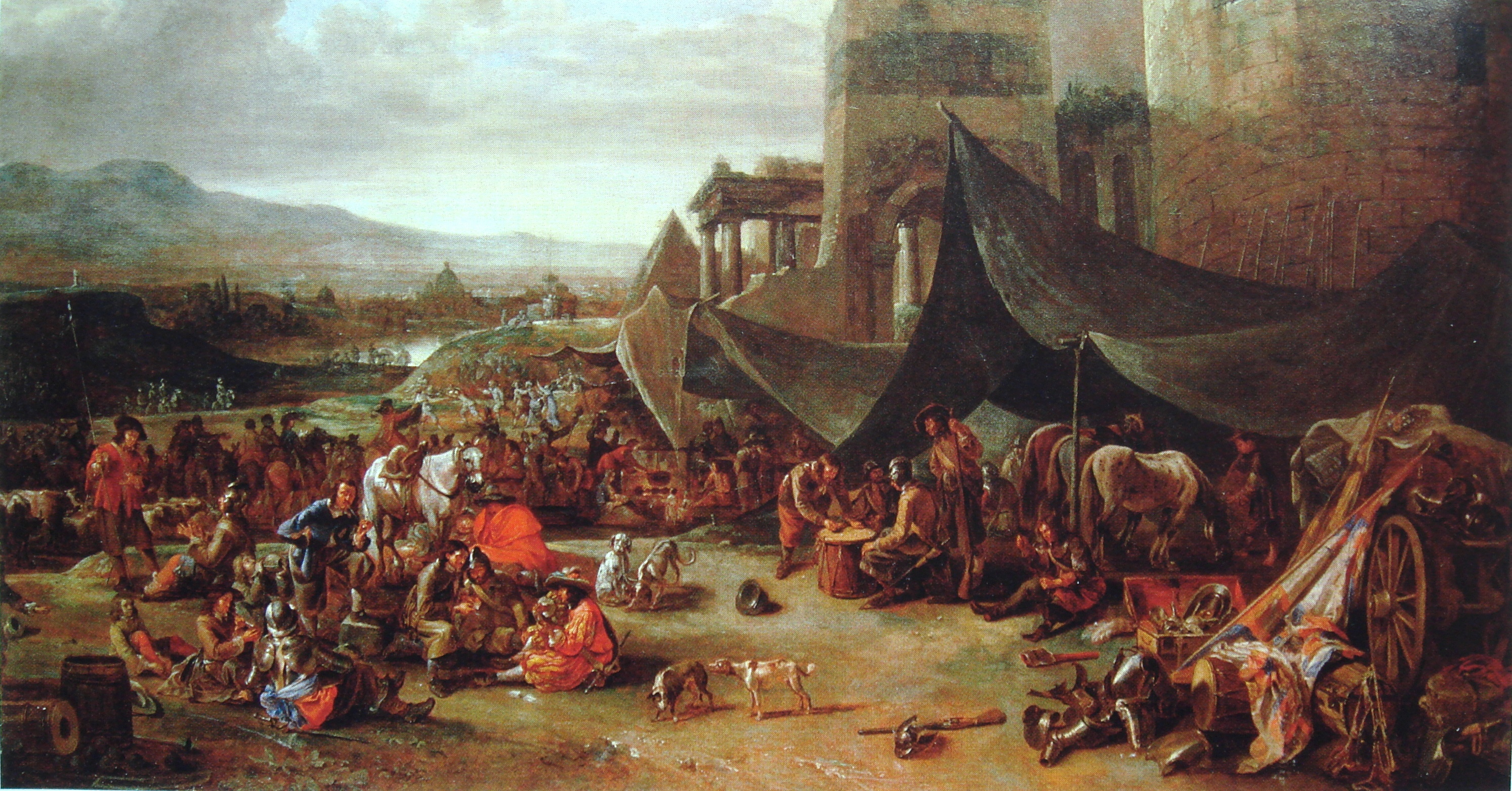
"El saco de Roma de 1527" colección privada.

En 1634 David Lingelbach, un técnico alemán, se estableció en Ámsterdam con su esposa e hijos. En 1638 el padre fue contratado y posteriormente se establecieron en un laberinto en el barrio Jordaan, que amuebló con máquinas, que podían moverse o reproducir música y que representaban escenas bíblicas o mitológicas.
Entre 1642 y 1650 Johannes Lingelbach viajó a Francia e Italia. Tras su regreso a Ámsterdam, alrededor de 1653, Johannes se casó. Hacia 1662 Lingelbach vivió en Reestraat, una pequeña calle cerca de Prinsengracht.
Se convirtió en un amigo cercano de Jürgen Ovens (1623 – 1678), un retratista alemán de North Frisia.
Su trabajo comenzó a mostrar la influencia de los paisajes de Philips Wouwerman (1619 - 1668). Su habilidad en las figuras de pinturas de género no está menos lograda en sus representaciones que los objetos arquitectónicos y naturales. A menudo era invitado a pintar los personajes y animales dentro de otras obras de artistas paisajistas, tales como los holandeses: Cornelis Decker (1619-1678), Jan Hackaert (1628 - 1685), Jan Wijnants (1632 - 1684, Frederik de Moucheron (1634 - 1686), Jan van der Heyden (1637 - 1712) y Meindert Hobbema (1638 - 1709). Su estudio de las formas arquitectónicas vino de la observación de las pinturas de otro bambochante, Viviano Codazzi (1606 o 1611 - 1672), que mostraba una arquitectura vedutista.

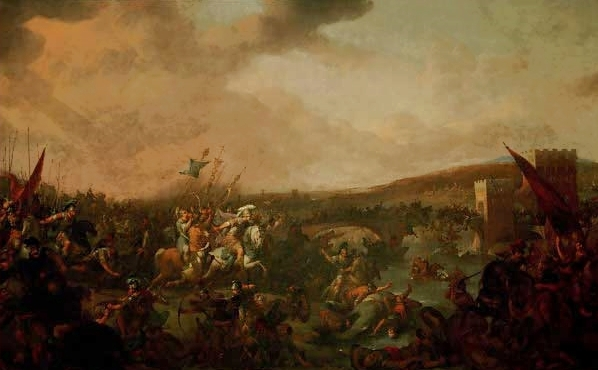
"La batalla del puente Milvio" hacia 1650.

Lingelbach siguió el estilo del original bambochante: Pieter van Laer (1599 - 1642), llamado Il Bamboccio, aportando su propio estilo italianizado a la influencia de los pintores norte europeos. Él es uno de los pocos pintores alemanes bambochante, cuyas obras están documentadas en profundidad, haciendo mayor su influencia en la evolución del estilo. Algunas de sus obras sobre Roma durante un tiempo fueron atribuidas a Pieter van Laer, pero ahora se le han reconocido con razón a Lingelbach, como, “Escena callejera romana con jugadores de cartas” (Galería Nacional, Londres). Estas obras muestran la influencia italiana de Caravaggio (1571- 1610) en su realismo y el refinado efecto claroscuro, que también se observa en otras obras de Lingelbach como “Curandero y otras figuras ante una posada con una vista fantasiosa de la Plaza del Pueblo, Roma”, (Colección Real, Londres).
Las formas de Lingelbach se basaban en los efectos de la luz y la exactitud espacial, pero mucho más libre que la de Codazzi.
La Galería de Arte Dulwich expone un buen ejemplo de sus imitaciones de Jan Baptist Weenix (1621 - 1660), y en la Galería Nacional (Londres) hay uno con el estilo de Wouwermans.

## Obras
- Ámsterdam
  - Museo Histórico de la Ciudad:

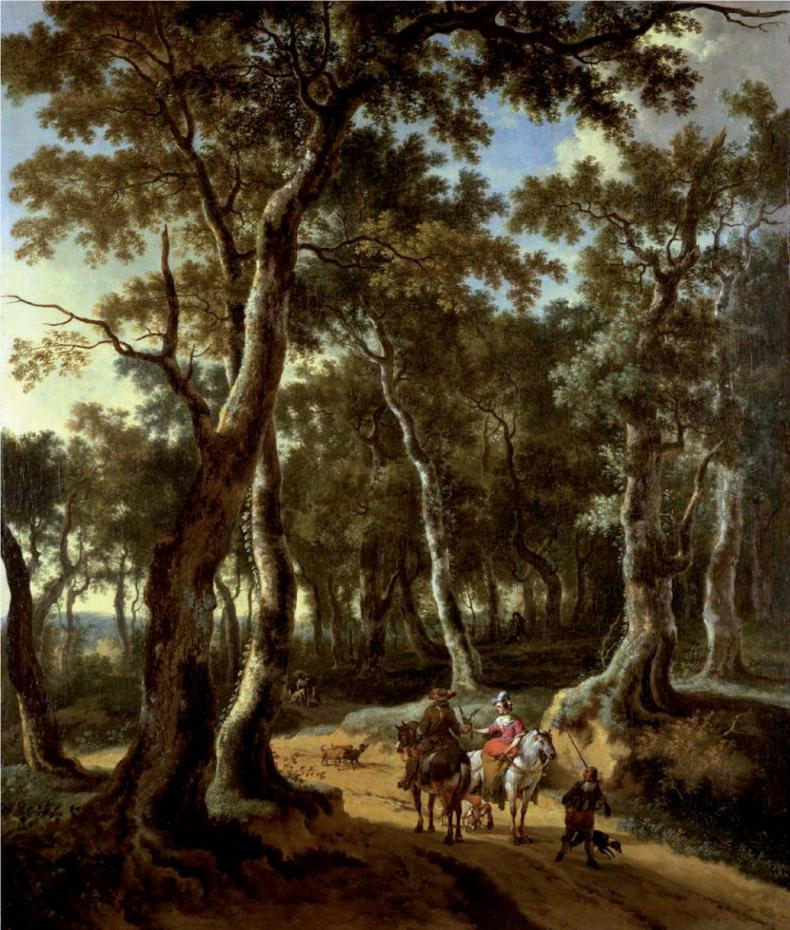
Grupo de pregoneros en un paisaje boscoso colección privada, Bélgica, realizada por Jan Hackaert, Lingelbach solo pintó las personas y los animales.

    - Vista norte de la plaza con el ayuntamiento en construcción (1656).
    - El regreso de la caza (sobre 1670).
    - Paisaje con un jinete junto a un río (sobre 1670), el paisaje lo realizó Jan Wijnants..

  - Museo Nacional:
    - Camino en el bosque (1650-1674|74), el paisaje lo pintó Jan Looten.
    - Campamento del ejército (1650-74).
    - El regreso de la caza (1650-74).
    - Entrada del caballo blanco del papa al capitolio (1650-74).
    - La escuela de equitación (1650 - 1674).
    - Paisaje con jinetes, cazadores y campesinos (1650-74).
    - Paisaje italiano con gente (1650-74).
    - Puerto italiano (1650-74).
    - Mercado italiano con dentista itinerante (1651).
    - La batalla de Livorno 14 de marzo de 1653 (1660).
    - Salida de Carlos II de Inglaterra de Scheveningen el 2 de junio de 1660 (1660-74).
    - Puerto italiano con torre fortificada (1664).
    - Carlos II de Inglaterra en la finca de Wema junto al Rotte durante su viaje desde Róterdam a La Haya el 25 de mayo de 1660 (1674).

- Basilea
  - Museo de Arte:
    - Gitanos bañándose.

- Bath
  - Museo de Arte Holburne:
    - Paisaje con cascada, el paisaje fue realizado por Jan Hackaert.

- Berlín
  - Galería de Arte:
    - Escena callejera italiana.
    - La reina Cristina de Suecia camino de San Pablo de Extramuros.

- Braunfels
  - Museo del Palacio del Príncipe y Museo de la Familia:
    - Astillero.

- Brunswick
  - Museo Herzog Anton Ulrich:
    - Batalla entre cristianos y turcos.
    - Paisaje costero del Vesubio.

- Bruselas

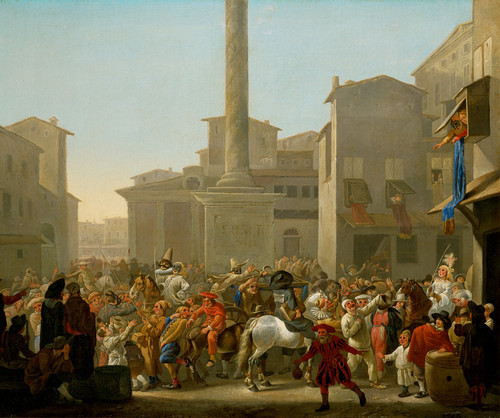
Carnaval en Roma (1650-1) Museo de Historia del Arte, Viena.

  - Museos Reales de Bellas Artes de Bélgica:
    - Escena de mercado romano (1653).
    - El charlatán.

- Burdeos
  - Museo de Bellas Artes:
    - Bebedores ante una posada (1640-1645).

- Colonia
  - Museo Wallraf-Richartz:
    - Escena ante una puerta de la ciudad de Roma (década de 1660).
    - Vista de un puerto.

- Copenhague
  - Museo Nacional de Arte:
    - Cazadores (1637-1648).
    - Fiesta de mayo en una región montañosa (1656), el paisaje lo pintó Jan Looten.
    - Paisaje de montaña (1656), el paisaje lo pintó Jan Looten.
    - Puerto del sur entre las rocas (1666).
    - Batalla naval.
    - Escena de caza.
    - Paisaje del sur con puesta de sol, el paisaje fue realizado por Jan Hackaert.
    - Ribera de un río.
    - Una playa.

- Dessau
  - Galería Nacional:
    - Ruinas romanas.

- Dole
  - Museo de Bellas Artes:
    - Patio de una posada.

- Dresde
  - Galería de Pinturas de los Maestros Clásicos:
    - Campesinos en el camino.
    - Puerto con faro

- Edimburgo
  - Galería Talbot Rice:
    - Entrada a una cervecería (1674).

- Florencia
  - Galería Uffizi:
    - Descanso después de la caza (1665-70).

- Fráncfort del Meno
  - Instituto Städel:
    - Escena en un mercado romano.
    - La tripulación durante la carga del barco en un puerto.
    - Pastores romanos.
    - Puerto marítimo en la costa mediterránea.
    - Retrato de un hombre.

- Glasgow

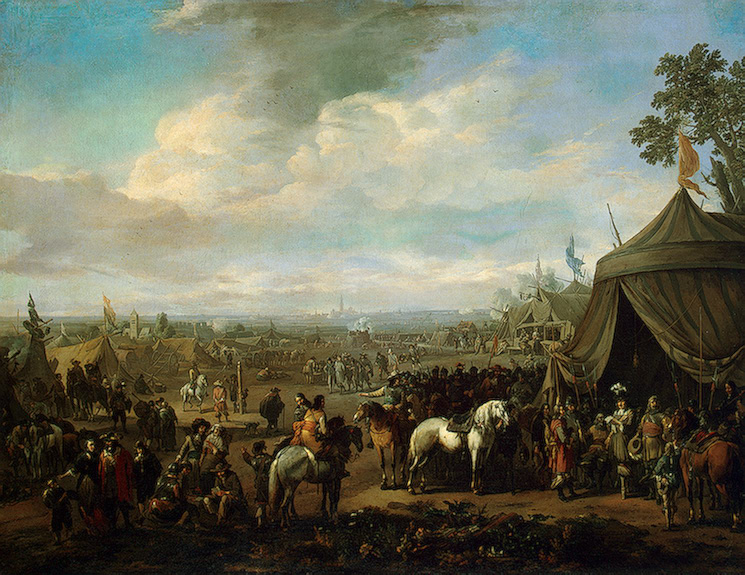
Pueblo flamenco sitiado por soldados españoles (sobre 1674) Museo del Hermitage, San Petersburgo.

  - Galería de Arte y Museo Kelvingorve:
    - Paisaje con árbol caído, campesinos y cazadores (1672), el paisaje lo realizó Jan Wijnants.

- Helsinki
  - Galería Nacional de Finlandesa:
    - Escena de caza.

- Houston
  - Museo de Bellas Artes:
    - Arquitectura fantasiosa de Roma y el castillo de San Ángel (1655).

- Karlsruhe
  - Galería Nacional de Arte:
  - Escena en un mercado romano.

- Kassel
  - Museo Nacional:
    - Paisaje con cazadores de regreso.

- La Haya
  - Mauritshuis:
    - Paisaje italiano con campesinos descansando (1650-70).
    - Puerto en el mar Mediterráneo (1660).
    - Carlos II de Inglaterra en la finca de Wema junto al Rotte durante su viaje desde Rotterdam a La Haya el 25 de mayo de 1660 (1660-1661).
    - Salida de Carlos II de Inglaterra de Scheveningen el 2 de junio de 1660.

- Leipzig
  - Museo de Artes Plásticas:
    - Puerto italiano (1667).

- Londres
  - Colección Real:
    - Curandero y otras figuras ante una posada con una vista fantasiosa de la Plaza del Pueblo, Roma (1645-50).
    - Embarco de Carlos II en Scheveningen (década de 1660).

  - Galería de Arte Dulwich
    - Puerto italiano (1670).
    - Herrería romana.

  - Galería Nacional:
    - Escena callejera romana con jugadores de cartas (1645-50).
    - Campesinos cargando un carro de heno (1664).

  - Galería Johnny van Haeften:
    - Autorretrato con violín.

  - Instituto de Arte Courtauld:
    - Escena portuaria en un río con gente.

- Los Ángeles
  - Museo J. Paul Getty:
    - Escena de batalla (1651-1652).
    - Plaza del Pueblo, Roma (Sobre 1660).

- Minneapolis
  - Instituto de las Artes:
    - La Magdalena en una cueva (sobre 1650).

- Nottingham
  - Museo del Castillo:
    - Fiesta rural (inicios de la década 1650).

- Nueva York
  - Museo Metropolitano de Arte:
    - Campesinos bailando (1651).
    - Escena de batalla (1671).

- Núremberg
  - Museo Nacional Germano:
    - Escena en un parque de Italia.

- París
  - Museo del Louvre:

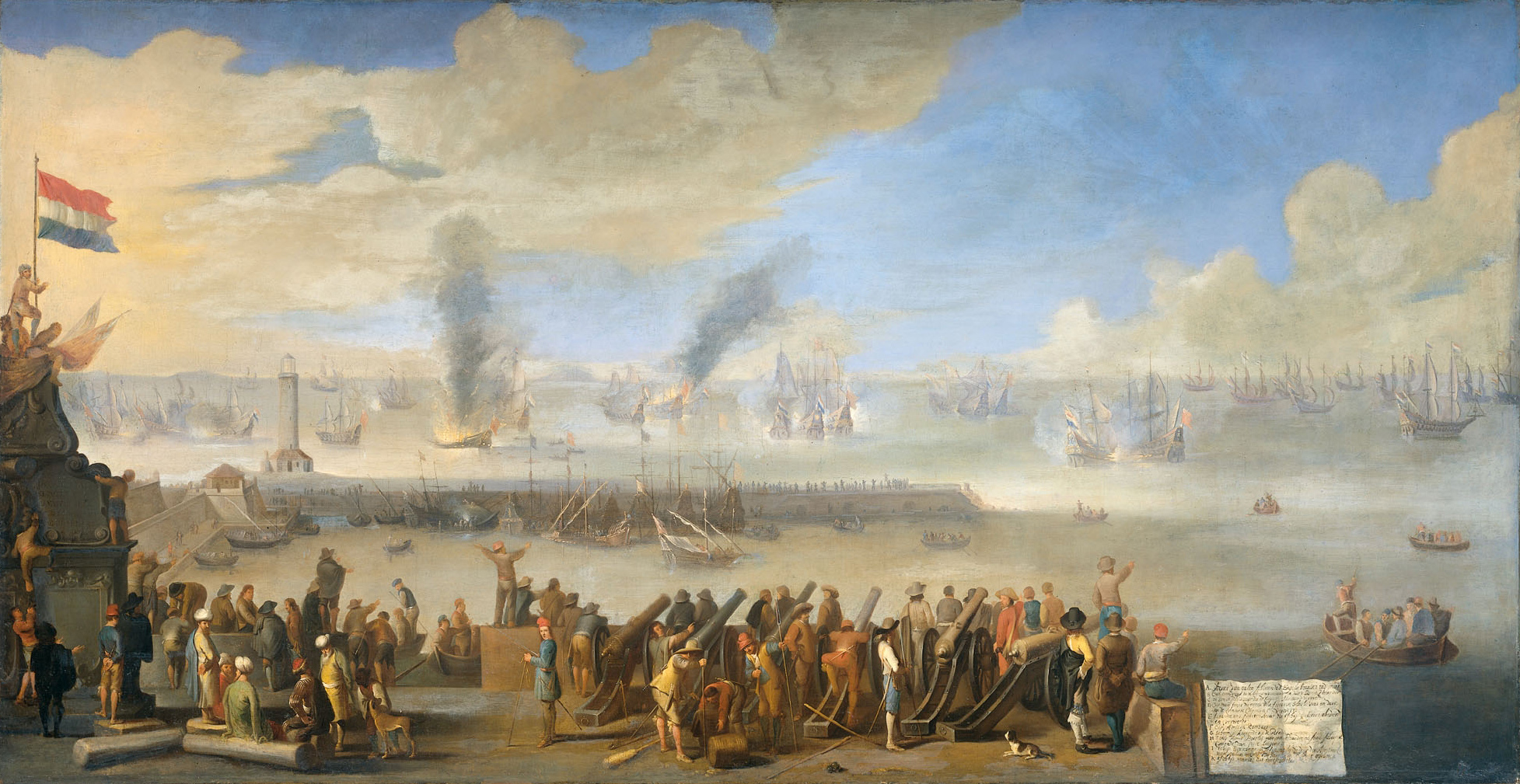
La batalla de Livorno 14 de marzo de 1653 (1660) Museo Nacional, Ámsterdam.

    - Alto de los campesinos camino del mercado (década de 1660), el paisaje lo realizó Jan Wijnants.
    - Mercado de hierbas en Roma (1670).
    - Campesinos italianos bebiendo en la puerta de una posada romana.
    - Descanso de una caravana.
    - El Rin en Emmerich con la Iglesia de San Martín el paisaje fue fruto de la mano de Jan van der Heyden.
    - Muelles de un puerto del Mediterráneo.
    - Paisaje rocoso y boscoso con fortaleza.
    - Partida de caza, el paisaje lo realizó Frederick de Moucheron.
    - Puerto en el mar Mediterráneo.
    - Tres orientales hablando.

- Pommersfelden
  - Palacio de Weissenstein:
    - Puerto italiano (1665).

- Reading
  - Museo Service
    - Escena de puerto italiano con buques saludando (1650-74).

- San Petersburgo
  - Museo del Hermitage:
    - Caza del ciervo (década de 1660)l el paisaje fue pintado por Jan Hackaert.
    - Mercado en la plaza (1662).
    - Pueblo flamenco sitiado por soldados españoles (sobre 1674).
    - Paisaje con duna, el paisaje lo realizó Jan Wijnants.

- Sarasota
  - Museo de Arte Ringlin:
    - Puerto imaginario (1667).

- Schwerin
  - Museo Estatal:
    - Henificación.

- Victoria
  - Galería de Arte de la Gran Victoria:
    - Sin título.

- Viena
  - Museo de Historia del Arte:
    - El pie herido (década de 1650).
    - Carnaval en Roma (1650-1).
    - Agricultores en la campiña romana (1650-5).
    - Puerto italiano (1660-5).

- York
  - Galería de Arte York:
    - Batalla naval entre cristianos y turcos (1670-74).

- Otras localizaciones:
  - Casa, cubierta de paja y portón (1645-50).
  - Iglesia en Ripa Grande (1645-50).
  - Batalla en el puente Milvio (sobre 1650).
  - Grupo de pregoneros en un paisaje boscoso (Sobre 1660) colección privada (Bélgica), el paisaje fue realizado por Jan Hackaert.
  - Jinetes y sus perros descansando en un patio (1661).
  - Arquitectura fantasiosa de Roma con un mercado y el campo Vaccino.
  - Bahía rocosa con personas orientales.
  - Batalla naval colección privada.
  - Campesinos bailando la tarantela junto a una posada en un paisaje montañoso.
  - Campesinos descansando ante una posada.
  - Caravana en un puerto mediterráneo.
  - Cestera con niño.
  - Descanso colección privada, Godesberg.
  - El saco de Roma de 1527 colección privada.
  - Escena callejera con mendigos comiendo.
  - Escena en un mercado romano.
  - Familia de campesinos con pan y vino.
  - La batalla de Lepanto.
  - Paisaje con aldea.
  - Paisaje italiano con pastores y ovejas.
  - Pareja elegante paseando por el mercado de la Plaza del Pueblo, Roma.
  - Partida de cetrería y campesinos.
  - Puerto italiano con comerciantes.
  - Río con mulas y arrieros colección privada, Colonia.
  - Viajeros descansando.
  - Vista del puerto de Livorno.